# Стронгилос
Стронгило̀с (на гръцки: Στρογγυλός; на турски: Turunçlu) е село в Кипър, окръг Фамагуста. Според статистическата служба на Северен Кипър през 2011 г. селото има 261 жители.
Де факто е под контрола на непризнатата Севернокипърска турска република.